# Bojongbata
Bojongbata is een bestuurslaag in het regentschap Pemalang van de provincie Midden-Java, Indonesië. Bojongbata telt 13.075 inwoners (volkstelling 2010).